# Thlaspeocarpa
Thlaspeocarpa é um género botânico pertencente à família Brassicaceae.